# Richard Stabbert
Richard Max Stabbert (* 1959 in Red Bank, New Jersey, USA) ist ein amerikanischer Maler und Schriftsteller.

## Leben und Werk
Richard Max Stabbert wurde als Sohn deutscher Einwanderer in Amerika geboren. Er besuchte in den 1970er Jahren die Middletown High School, wo sein Interesse für die Kunst geweckt wurde. Seither malt er als autodidaktischer Künstler in erster Linie maritime Motive wie Porträts von Matrosen und figürliche Kompositionen mit badenden Männern. Seine Palette ist mehrheitlich auf Blautöne reduziert. Das malerische Werk ist der naiven Kunst zuzuordnen.
Das schriftstellerische Hauptwerk Provincetown Memories fasst in Worte, was die Illustrationen bildhaft unterstreichen: Ein sommerlich sonniges Hochgefühl sinnlichen Strandlebens.

## Ausstellungen
Seine Bilder wurden unter anderem ausgestellt bei BRYANRILEY1PROJECTS, New York; Kathleen Cullen Fine Arts, New York; Susan Berke Fine Arts, Red Bank; APEX-Galerie, Aspury Park.